# S/2013 (1052) 1
S/2013 (1052) 1 é o componente secundário do asteroide localizado no cinturão principal denominado de 1052 Belgica.

## Descoberta
Esse objeto foi descoberto em 17 de novembro de 2012 pelos astrônomos L. Franco, P. Pravec, A. Ferrero, e L. Martinez usando observações da curva de luz a partir de Roma, Itália; do Observatório de Ondřejov, na República Tcheca; de Mombercelli, Asti, Itália; Casa Grande, Arizona, EUA. Sua descoberta foi anunciada em 7 de janeiro de 2013.

## Características físicas e orbitais
Este objeto tem um diâmetro com cerca de 3,53 km, e orbita Belgica a uma distância média de 34 km completando uma órbita a cada 1,969 ± 0,0008 dias.